# Angelo Capitummino
Angelo Capitummino, né à Isnello le 27 février 1945 est un homme politique italien.

## Biographie
Fils du directeur du bureau des impôts d'Isnello, il entre au séminaire pour devenir prêtre. Il change d'avis, part à 19 ans rencontrer Giorgio La Pira et, docteur en droit, débute comme travailleur social à 23 ans.
Il s'engage dans les organisations catholiques, et devient président régional des ACLI siciliennes.
Ayant adhéré jeune homme à la Démocratie chrétienne, Il est envoyé à l'Assemblée régionale sicilienne par le collège de Palerme lors des élections régionales de 1976, bénéficiant du soutien du cardinal Salvatore Pappalardo. Son travail législatif se porte notamment sur l'emploi des jeunes et, engagé pour la paix, il participe aux manifestations contre l'installation par l'OTAN de missiles de croisière sur la base militaire de Comiso, aux côtés de communiste de Pio La Torre.
Réélu député régional en 1981, il est appelé par le président de la région, Rosario Nicolosi, pour entrer au gouvernement comme assesseur à la Présidence en février 1985. Nicolosi étant reconduit après les élections de 1986, Capitummino est confirmé à son poste dans les deux juntes suivantes, jusqu'en janvier 1988.
En 1987, Angelo Capitummino mène le retrait des adhérents de l'ACLI de la coordination anti-mafia initiée par le centre Peppino Impastato après que celle-ci ait mentionné le secrétaire régional de la DC, Calogero Mannino, parmi les députés à ne pas élire en raison de leur proximité avec la mafia.
Lors de la XIe législature qui s'ouvre après les élections de 1991, il préside le groupe parlementaire démocrate-chrétien puis prend, malgré les réticences de l'aile droite de son parti, la présidence de l'ARS en 1993 jusqu'aux élections en 1996, où il n'est pas réélu.
Lors des municipales de 1993 à Palerme, il soutient Leoluca Orlando en menant une liste indépendante qui obtient 3 sièges. Puis, la DC ayant disparu, il rejoint l'Udeur.
Lors des régionales de 2008, il mène à Palerme, sans être élu, la liste Sicilia forte e libera qui soutient Raffaele Lombardo.
Alors qu'on lui a prêté une proximité avec Salvo Lima avec qui il dit avoir rompu dès 1981, il est innocenté des soupçons de fraudes sur les contrats de restauration du théâtre Massimo.